# 前掻き
前掻き（まえかき）は、馬が前肢を振り出して地面を掻くこと。
水や食べ物を催促するときや不満があるときなど、広く欲求を表す本能行動である。また、疝痛等の不調を訴えている場合もある。
人の注意を引くので癖にしてしまう馬もいるが、前掻きをしすぎると蹄鉄が擦れ、削り落ちてしまうこともあるので悪癖でもある。